# W.F. Grimes
William Francis Grimes CBE (kendt som Peter; 31. oktober 1905, Pembroke – 25. december 1988) var en walisisk arkæolog. Han tilbragte det meste af sin karriere med at arbejde på London arkæologi samt Wales' forhistorie. Han blev udnvænt CBE i 1955.
Grimes studerede latin på University College of South Wales and Monmouthshire i Cardiff fra 1923-1926, hvor hans undervisere inkluderede Mortimer Wheeler og Cyril Fox. Wheeler arbejdede også som Keeper of Archaeology og fra 1923 direktør for National Museum of Wales.
Da Wheeler blev direktør for London Museum i 1926 overtog Fox som Keeper, og Grimes blev assisterende Keeper.
I 1938 flyttede til Southampton og blev assisterende arkæologis medarbejder for Ordnance Survey, og han blev hurtigt involveret i udgravningerne af skibsbegravelsen Sutton Hoo det følgende år.